# Lakkalahalli, Sandur
Lakkalahalli là một làng thuộc tehsil Sandur, huyện Bellary, bang Karnataka, Ấn Độ.